# Kırmızı Oda
Kırmızı Oda, conocida en español como "La habitación roja" o "El cuarto rojo",  es una serie de televisión turca de 2020, protagonizada por Binnur Kaya, Meriç Aral, Tülin Özen, Burak Sevinç, Gülçin Kültür Şahin, Sezin Bozacı y Baran Can Eraslan. Producida por OGM Pictures y transmitida por TV8. La serie es una adaptación del libro "The Inside of the Medallion", escrito por la psiquiatra Gülseren Budaıcıoğlu, publicado en 2004.
Se ha convertido en una de las series dramáticas más populares y vistas de 2020 debido a su funcionamiento, actuaciones y el hecho de que los protagonistas de la serie sean profesionales de la salud mental. Ha sido comparada con Masumlar Apartmanı, serie emitida por TRT 1 al tratar temas en común como los traumas de las personas, el duelo y los trastornos de personalidad.
Un episodio de Kırmızı Oda dura 150 minutos. Se muestra un resumen detallado del episodio anterior antes de que se emita el nuevo episodio. En la serie, cada episodio muestra las sesiones de terapia de tres diferentes pacientes. 

## Sinopsis
Kirmizi Oda se basa en la vida de médicos y pacientes de una clínica psiquiátrica. Muestra los dolores y padeceres de los enfermos con problemas de salud mental.
El personal está formado por cuatro terapeutas de diferentes edades y experiencias. Las vidas personales de los doctores y los empleados se mezclarán en la historia.
Los pacientes son recibidos en la Sala Roja de la clínica y allí empezarán a contar sus más íntimos secretos y abrirán su alma confiándose a los psicólogos y psiquiatras, en busca de esperanza y curación.
Muestra el pasado de los pacientes, con los momentos difíciles que tuvieron que sobrellevar y que hoy los marcan en su presente y afectarán en su futuro.
Estos pacientes, no se han confiado en nadie, ni siquiera en sus seres más queridos y cercanos y guardar estos secretos los enferma, pero temen que la verdad de sus vidas y sentimientos sea revelada.
El vínculo entre médico y paciente será muy importante para la confianza y que el enfermo pueda transitar el camino a la sanación. Tanto que algunas veces esta relación trasciende lo profesional y podrá llegar a sentimientos afectivos más profundos.
También transitaran la liberación de sus traumas y encontrarse con la alegría y la esperanza.

## Reparto

### Principales
| Intérprete (Actor/Actriz) | Personaje                                   | Episodios |
| ------------------------- | ------------------------------------------- | --------- |
| Binnur Kaya               | Doctora Manolya Yadigaroğlu / Doctora Hanım | 1-        |
| Halit Özgür Sarı          | Murat                                       | 1-2       |
| Meriç Aral                | Doctora Ayşe Gölge                          | 1-22      |
| Tülin Özen                | Doctora Piraye Artun                        | 1-30      |
| Burak Sevinç              | Doctor Deniz Saner                          | 1-30      |
| Gülçin Kültür Şahin       | Tuna                                        | 1-        |
| Sezin Bozacı              | Aynur                                       | 1-        |
| Baran Can Eraslan         | Çaycı Hüseyin                               | 1-        |

### Actores invitados
| Intérprete (Actor/Actriz) | Personaje                             | Episodios           |
| ------------------------- | ------------------------------------- | ------------------- |
| Evrim Alasya              | Meliha Kınık                          | 1-7                 |
| Salih Bademci             | Mehmet Kılıçatan                      | 1-4                 |
| Hande Doğandemir          | Nesrin Kılıçatan                      | 1-4                 |
| Canberk Gültekin          | Salih                                 | 1,8                 |
| Melisa Sözen              | Alya Ergüder                          | 2-13                |
| Demet Özdemir             | Zeynep Göksu (Doğduğun Ev Kaderindir) | 13                  |
| Defne Zeynep Enci         | Leyla                                 | 4                   |
| Emre Kınay                | Ahmet                                 | 5-6                 |
| Sefer Canbaz              | Ömer                                  | 5                   |
| Emir Özyakışır            | Osman Yavuz                           | 6-8                 |
| Deniz Hamzaoğlu           | Akif                                  | 7-8                 |
| Alya Dartan               | İpek                                  | 7                   |
| Celil Nalçakan            | Garip                                 | 8-10                |
| Naz Sayıner               | Duygu Tekin                           | 9                   |
| Nilsu Yılmaz              | Melek Kınık/Hayat Parlak              | 4-7,9-11            |
| Sema Keçik                | Selvi Akdoğan                         | 10-18               |
| Sezin Akbaşoğulları       | Hediye Yılmaz                         | 12-13, 15, 17       |
| Burcu Biricik             | Boncuk Kaynak                         | 14-23               |
| Berk Ali Çatal            | Bayram                                | 14                  |
| Elif Ceren Balıkçı        | Esra Ersoy                            | 14, 16              |
| Aslıhan Gürbüz            | Kumru Aydın                           | 17-29               |
| Erkan Petekkaya           | Sadi Mertoğlu (Delikanlı Sadi)        | 22-42               |
| Pınar Deniz               | Nazlı Gündoğan                        | 23-29               |
| Gökhan Yıkılkan           | Recai Gündoğan                        | 23-26, 28-30        |
| Esra Ronabar              | Nihal Karahanoğlu                     | 30-34, 36-37, 40-42 |
| Yiğit Özşener             | Zafer Karahanoğlu                     | 30-34, 36-42        |
| Uğur Yücel                | Vahit Karahanoğlu                     | 32-37, 39-40        |
| Melisa Aslı Pamuk         | Mitra Şerifi                          | 35-42               |
| Itır Esen                 | Nurcihan Karahanoğlu                  | 33, 38-42           |
| Deniz Uğur                | Azra Mertoğlu                         | 42                  |
| Merve Dizdar              | Gülben Derenoğlu (Masumlar Apartmanı) | 35-42               |

### Familiares de pacientes y otros personajes
| Intérprete (Actor/Actriz) | Personaje            | Episodios                          |
| ------------------------- | -------------------- | ---------------------------------- |
| Deniz Altan               | Nur Kınık            | 1-7                                |
| Özgür Koç                 | Hüseyin              | 1-2                                |
| Cansu Dağdelen            | Emine                | 1-2                                |
| Su Burcu Yazgı Çoşkun     | Güler                | 1-3                                |
| Ayşe Meyran Bağıran       | ...                  | 1-4                                |
| Batuhan Düz               | Ali Kılıçatan        | 1-4                                |
| Kemal Başar               | Namık                | 3-5                                |
| Taha Baran Özbek          | Necdet               | 3-7                                |
| Cemre Melis Çınar         | Süreyya              | 3-11                               |
| Doğu Alpan                | Faruk                | 4-11                               |
| Asuman Bora               | Esma Sultan          | 4-8                                |
| Levent Özdilek            | Aydın Yadigaroğlu    | 5, 7-8, 12, 20, 26, 30, 34, 38, 42 |
| Tansel Öngel              | Tarık                | 5                                  |
| İrem Ecem Başarır         | Naz                  | 5-6                                |
| Ezgi Tombul               | Emine Yavuz          | 6,8                                |
| Asuman Kostak             | ...                  | 6                                  |
| Nur Erkul                 | Sema                 | 7-8                                |
| Tolga Güleç               | ...                  | 7                                  |
| Eren Balkan               | Begüm                | 7                                  |
| Elif Ceren Balıkçı        | Esra Ersoy           | 14, 16                             |
| Melisa Berberoğlu         | Menekşe              | 8-10                               |
| Sevgi Berna Biber         | Hayal                | 9                                  |
| Burcu Kara                | Zuhal Tekin          | 9                                  |
| Beyti Engin               | Cenk Tekin           | 9                                  |
| Efe Tunçer                | Mert Akdoğan         | 10-18                              |
| Serhat Nalbantoğlu        | Rıza Akdoğan         | 11-16, 18                          |
| Ruhi Sarı                 | Seyfi                | 11, 13, 18                         |
| Özlem Türay               | ...                  | 11, 13, 15                         |
| Füsun Demirel             | Neriman              | 12-13, 15                          |
| Semra Dinçer              | Hikmet               | 12-13, 15, 17                      |
| Nazan Diper               | Saadet               | 12                                 |
| Elif Gezen                | Fahriye              | 12-13                              |
| Şahin Ergüney             | Hakan                | 13                                 |
| Doruk Nalbantoğlu         | Yiğit Akdoğan        | 14-15                              |
| Sevinç Erbulak            | Berna Ersoy          | 14, 16                             |
| Arda Esen                 | Yavuz                | 14, 16                             |
| Merve Hazer               | Rüya                 | 14                                 |
| Onur Bilge                | Sadık Kaynak         | 14-23                              |
| Cenk Kangöz               | Cemal                | 15-19                              |
| Bennur Duyucu             | Kırmızılı Kadın      | 15-19                              |
| Sedef Akalın              | Sultan               | 15-20                              |
| Münire Apaydın            | Rezzan               | 16-22                              |
| Emre Melemez              | Hüseyin              | 16-17, 19-22                       |
| Feyyaz Şerifoğlu          | Can                  | 16-20, 22                          |
| Banu Fotocan              | Fatma                | 16                                 |
| Bülent Seyran             | Fahri Aydın          | 17-23, 25-29                       |
| Cemre Ceren Tekdoğan      | Duru Aydın           | 17-22, 26-29                       |
| Bora Koçak                | Yavuz                | 17-21, 26-27                       |
| Orçun İynemli             | Metin                | 18                                 |
| Tuncay Gençkalan          | Kenan                | 18-19, 21-22                       |
| Erdinç Gülener            | Erhan Gölge          | 19                                 |
| Bilge Can Göker           | Sibel                | 19-21                              |
| Köksal Engür              | Turan                | 19-21                              |
| Hikmet Körmükçü           | Hamiyet              | 19-22                              |
| Tugay Erdoğan             | Burak                | 20                                 |
| Elif Gezer                | İrem                 | 20-21, 23-31, 36, 38               |
| Nejat Uygur Jr.           | Hakan                | 21                                 |
| Burcu Halaçoğlu           | Songül               | 21-23, 25, 27, 29                  |
| Fırat Topkorur            | Servet               | 22-23, 25                          |
| Bahadır Vatanoğlu         | Baran Pekgül         | 23-25, 38                          |
| Bilge Şen                 | Şefika               | 23-27                              |
| İpek Tenolcay             | Ayla                 | 23-27                              |
| Şilan Düzdaban            | Çiçek Pekgül         | 23-28, 31-32, 34, 36               |
| Fatih Hürkan              | Ömer                 | 24-26                              |
| Yılmaz Kunt               | Haluk                | 25-27, 29                          |
| Berfu Öngören             | Bahar                | 25-28, 35                          |
| Aliye Çoban               | Seda                 | 25, 27                             |
| Tolga Bayraklı            | Şenol                | 26-27                              |
| Cemalettin Çekmece        | Hasan                | 26,30                              |
| Firuzan Aydın             | ...                  | 26, 30                             |
| Zeynep Eronat             | Gümüş Teyze          | 28-29                              |
| Erol Afşin                | Abdullah             | 29-33                              |
| Aşkın Şenol               | Ömer                 | 30-33                              |
| Asiye Dinçsoy             | Sevim                | 30-34                              |
| Alikya Dora Koşar         | Emre/Cemre           | 30-33, 41                          |
| Derya Taşbaşı             | Maria                | 31, 33-34, 36                      |
| Serap Önder               | Seren                | 31, 33-34, 36, 40                  |
| Zeynep Irmak Şeker        | Filiz                | 31-34, 36-37, 39-42                |
| Kaya Akkaya               | Ercan                | 32-33                              |
| Ali Pınar                 | Nihat Karahanoğlu    | 32-35                              |
| Sevilay Çiftçi            | ...                  | 32-35                              |
| Ercan Reşat Demir         | Deniz                | 32-33, 37, 40, 42                  |
| Sarp Aydınoğlu            | Levent               | 32-33, 35, 37, 41-42               |
| Diren Polatoğulları       | Hamdi (Hamdi Baba)   | 33-41                              |
| Ufkum Kalaoğlu            | Selçuk               | 33-41                              |
| Taies Farzan              | Atosa                | 35-36                              |
| Cem Uçan                  | Rıza                 | 35-36, 38, 40                      |
| Hünkar Konar              | Cahide               | 35-38, 40                          |
| İsmet Tamer               | Mehmet (Miço Mehmet) | 35-42                              |
| Serdar Kayaokay           | Hikmet               | 37-40                              |
| Efe Adabaş                | Ali                  | 38, 40                             |
| Eda Özel                  | Neslişah             | 39                                 |
| Sinan Sicimoğlu           | ...                  | 39                                 |
| Pelinsu Karayel           | Satı                 | 39                                 |
| Emre Çetinkaya            | Yasin                | 39                                 |
| Ekin Naz Arcan            | Nilüfer              | 42                                 |
| Selen Demir               | Yasemin              | 42                                 |
| Elif Beren Demir          | Lale                 | 42                                 |
| Fatih Özkan               | ...                  | 42                                 |

### Actores que desempeñan roles de infancia y juventud
| Intérprete (Actor/Actriz) | Personaje                   | Episodios        |
| ------------------------- | --------------------------- | ---------------- |
| İdil Yade Kırnık          | Meliha Kınık (niña)         | 1-4              |
| Çınar Yükçeker            | Mehmet (niño)               | 1-3              |
| Damla Alibeşe             | Nesrin (niña)               | 1                |
| Berfun Beşel              | Mehmet (joven)              | 3                |
| Nazlı Irmak Tanrıverdi    | Alya (niña)                 | 4-11             |
| Çağla Dündar              | Nur (niña)                  | 4-5              |
| Yağız Sayla               | Ahmet (niño)                | 5-6              |
| Miraç Sözer               | Akif (niño)                 | 8                |
| Tuğra Bayram              | Garip (niño)                | 9-10             |
| Doğa Naz Şahin            | Selvi (joven)               | 11-14, 18        |
| Ceylin Uslu               | Hediye (niña)               | 12-13, 15        |
| Deniz Ali Cankorur        | Yiğit (niño)                | 14-15, 17        |
| Berke Karabıyık           | Mert (niño)                 | 14-15, 17        |
| Mina Kekeç                | Esra (niña)                 | 14, 16           |
| Mihrimah Selin Vardar     | Boncuk (niña)               | 15-22            |
| Derin Erden               | Rezzan (niña)               | 15-22            |
| İpek Işıl Oğuz            | Doctora Ayşe (niña)         | 19-20            |
| Sıla Sade                 | Kumru (niña)                | 21-27, 29        |
| Dila Öğüt                 | Nazlı (niña)                | 23-25, 27, 29    |
| Kadir Bertan              | Sadi (niño)                 | 23-36, 39-40, 42 |
| Selin Vera Oruç           | Ayla                        | 24               |
| Sedanur Bakar             | Kumru (joven)               | 24-27            |
| Emrecan Yıldırım          | Şenol (joven)               | 24-26            |
| Selin Sangu               | Seda (niña)                 | 25-27, 35        |
| Sinan Albayrak            | Recai (niño)                | 26, 30           |
| Miraç Altan Çuhadar       | Mehmet (Miço Mehmet) (niño) | 28-34, 40        |
| Rana Yılmaz               | Nihal (niña)                | 30-32, 36, 42    |
| Eren Şahin                | Deniz (niño)                | 31-32            |
| Yılmaz Emin Kayır         | Zafer (niño)                | 32, 36, 41       |
| Berat Çağan               | Vahit (niño)                | 32-34, 37        |
| Ata Buyer                 | Vahit (joven)               | 34-36, 41        |
| Elif İkra Özdemir         | Mitra (niña)                | 35-36, 38, 40    |
| Lila Su Elez              | Azra (niña)                 | 35-36, 39, 42    |
| Baran Bölükbaşı           | Sadi (joven)                | 37-41            |
| Belde Yeke                | Azra (joven)                | 39-41            |
| Zeynep Lina Kale          | Nurcihan (niña)             | 39               |